# آندریا تیبری

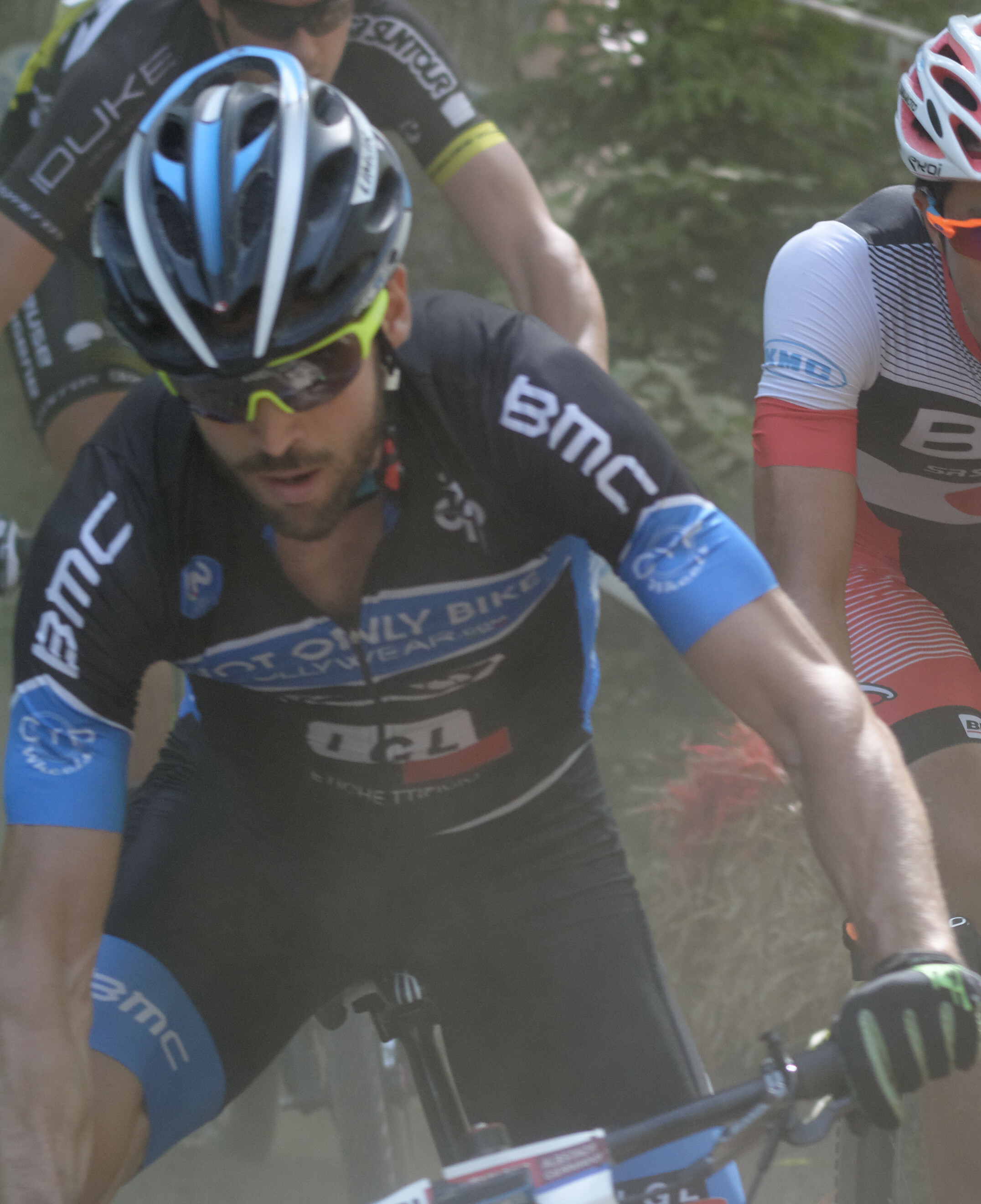
تیبری در سال 2017

آندریا تیبری (ایتالیایی: Andrea Tiberi؛ زادهٔ ۱۵ نوامبر ۱۹۸۵ ‏(۳۹ سال)) دوچرخه‌سوار اهل ایتالیا است. وی در بازی‌های المپیک تابستانی ۲۰۱۶ شرکت کرده است.